# San Martín Sacatepéquez
San Martín Sacatepéquez är en kommunhuvudort i Guatemala.   Den ligger i departementet Departamento de Quetzaltenango, i den sydvästra delen av landet, 120 km väster om huvudstaden Guatemala City. San Martín Sacatepéquez ligger 2 420 meter över havet och antalet invånare är 3 658.
Terrängen runt San Martín Sacatepéquez är kuperad åt nordost, men åt sydväst är den bergig. Runt San Martín Sacatepéquez är det tätbefolkat, med 397 invånare per kvadratkilometer. Närmaste större samhälle är Quetzaltenango, 14,3 km öster om San Martín Sacatepéquez. I omgivningarna runt San Martín Sacatepéquez växer i huvudsak städsegrön lövskog.